# Bicyclus eurypterus
Bicyclus eurypterus är en fjärilsart som beskrevs av Condamin 1965. Bicyclus eurypterus ingår i släktet Bicyclus och familjen praktfjärilar. Inga underarter finns listade i Catalogue of Life.